# Loupiac (Tarn)
Loupiac é uma comuna francesa na região administrativa de Occitânia, no departamento de Tarn. Estende-se por uma área de 10,82 km². Em 2010 a comuna tinha 429 habitantes (densidade: 39,6 hab./km²).